# Mariches
Els mariches era un antic grup de natius de Veneçuela.
No ha arribat molta informació d’ells com a tribu fins als nostres dies. Se sap que els seus descendents van viure en el que ara es diu Filas de Mariches, districte Sucre, Estat Miranda i a la zona d'El Hatillo tots dos a prop de Caracas, on vivien molt a prop de diverses tribus de karina (Carib).
Els informes d'alguns estudiosos afirmen que els indígenes mariche habitaven un lloc anomenat Guayana molt abans del descobriment d'Amèrica del Sud pels espanyols
Un dels seus caps más cèlebres fou el cacic Tamanaco, que els guiava en la lluita contra els conquistadors espanyols durant 1560 i 1570.